# Körperverletzung (Schweiz)
Der Begriff der Körperverletzung beschreibt einen Eingriff in die physische, seltener auch in die psychische Integrität eines Menschen. In der Schweiz erfolgt die Regelung in den besonderen Bestimmungen des Strafgesetzbuchs.

## Schwere Körperverletzung
Die schwere Körperverletzung ist eine gesteigerte Form der einfachen Körperverletzung und ein Offizialdelikt, das heisst sie wird ohne vorherige Anzeige und von Amtes wegen verfolgt. Sie wird im Artikel 122 StGB folgendermassen definiert:
wer vorsätzlich den Körper, ein wichtiges Organ oder Glied eines Menschen verstümmelt oder ein wichtiges Organ oder Glied unbrauchbar macht, einen Menschen bleibend arbeitsunfähig, gebrechlich oder geisteskrank macht, das Gesicht eines Menschen arg und bleibend entstellt,
wer vorsätzlich eine andere schwere Schädigung des Körpers oder der körperlichen oder geistigen Gesundheit eines Menschen verursacht,
Die schwere Körperverletzung gilt als Verbrechen und wird in jedem Fall im Strafregister eingetragen. Bis 30. Juni 2023 betrug die Mindeststrafe sechs Monate.
Schwere Körperverletzung liegt vor, wenn jemand lebensgefährlich verletzt wurde oder jemand körperliche oder geistige Schäden davonträgt, die schwerwiegend und meist unheilbar sind. Sie müssen nicht durch Körpergewalt entstehen. Die Verletzung eines Organs stellt dann eine schwere Körperverletzung dar, wenn es dadurch in seiner Grundfunktion  über längere Zeit erheblich gestört ist. Daraus folgt, dass an sich schwere Verletzungen, die folgenlos verheilen, rechtlich gesehen oft nur als einfache Körperverletzung eingestuft werden.
Beispiele von schwerer Körperverletzung sind:
- das Stechen mit einem Messer in lebenswichtige Organe wie Lunge, Leber etc.
- das Abtrennen von Körperteilen wie Hand, Fuss etc.
- das Infizieren einer Person mit HIV[5].
- das Übergiessen einer Person mit kochendem Wasser oder Säure, falls dies dauerhafte Schäden wie Entstellung des Gesichts oder Blindheit verursacht.

In die schwere Körperverletzung kann man nur einwilligen, wenn sie objektiv gesehen nötig ist oder sie einen positiven Zweck erfüllt, beispielsweise die Amputation eines Körperteils nach einem Unfall oder die Spende einer Niere. Es ist also verboten, jemandem ein gesundes Bein zu amputieren, selbst wenn derjenige sich das zum Beispiel wegen einer Körperintegritätsidentitätsstörung wünschen sollte. Die Einwilligung in eine Sterilisation (Unfruchtbarmachung) ist im Sterilisationsgesetz geregelt.
Bereits Vorbereitungshandlungen zur schweren Körperverletzung sind strafbar und werden mit bis zu 5 Jahren Freiheitsstrafe oder Geldstrafe sanktioniert.

## Einfache Körperverletzung
Die einfache Körperverletzung wird meistens nur auf Antrag verfolgt, also nach Erstattung einer Anzeige bei der Polizei. Ausnahmen sind im 2. Absatz geregelt. Im Artikel 123 StGB wird sie wie folgt definiert:
2.  Der Täter wird von Amtes wegen verfolgt,
wenn er Gift, eine Waffe oder einen gefährlichen Gegenstand gebraucht,
wenn er die Tat an einem Wehrlosen oder an einer Person begeht, die unter seiner Obhut steht oder für die er zu sorgen hat, namentlich an einem Kind,
wenn er der Ehegatte des Opfers ist und die Tat während der Ehe oder bis zu einem Jahr nach der Scheidung begangen wurde,
wenn er die eingetragene Partnerin oder der eingetragene Partner des Opfers ist und die Tat während der Dauer der eingetragenen Partnerschaft oder bis zu einem Jahr nach deren Auflösung begangen wurde,
Eine einfache Körperverletzung gilt als Vergehen und wird in jedem Fall im Strafregister eingetragen. Sie stellt in der Regel einen Eingriff in die physische Integrität des Opfers dar, der Gesetzesartikel wurde jedoch auch schon bei Eingriffen von rein psychischer Natur angewandt. 
Im Normalfall liegt bei einer einfachen Körperverletzung eine Schädigung des Körpers vor, die folgenlos verheilt, aber mindestens einige Tage lang sicht- oder spürbar ist. Wenn die Schädigung irreversibel ist oder nur sehr langsam heilt, handelt es sich um eine schwere Körperverletzung. Ist der Eingriff in die körperliche Integrität jedoch so gering, dass die Folgen davon noch am selben Tag abklingen, so handelt es sich um eine Tätlichkeit. Beispiele für einfache Körperverletzungen sind:
- das Zufügen einer oberflächlichen Schnittwunde am Arm.
- eine Rippenprellung nach einer Prügelei.
- das Ohrfeigen einer Person, wenn die Spuren der Ohrfeige mehr als einen Tag lang erkennbar sind[11].
- das Kahlscheren einer Person oder das Abschneiden von wesentlichen Mengen an Kopfhaar, beispielsweise von einem Zopf[12].
- ein Schuss in den Unterschenkel mit einer Pistole.

Die einfache Körperverletzung wird nicht mehr nur auf Antrag, sondern von Amtes wegen verfolgt, wenn der Täter eine Waffe, einen gefährlichen Gegenstand oder ein Gift verwendet, oder wenn der Täter eine Garantenstellung für sein Opfer hat. 
Als Waffe zählen hierbei alle Arten von geladenen Schusswaffen sowie Messer oder Knüppel. Ungeladene oder defekte Schusswaffen zählen aber nicht als Waffe, sofern sie nicht auf eine andere Art gefährlich sind. Eine ungeladene Schrotflinte könnte also als gefährlicher Gegenstand gelten, wenn damit Schläge auf den Kopf verübt werden. Eine Garantenstellung besteht immer dann, wenn eine Person verpflichtet ist, für die Unversehrtheit einer anderen Person zu sorgen, beispielsweise der Ehemann für die Ehefrau oder Eltern für ihre Kinder.
In jede einfache Körperverletzung kann man einwilligen, beispielsweise aus medizinischen Gründen. Vorbereitungshandlungen sind nicht strafbar.

## Verstümmelung weiblicher Genitalien
Seit 2012 gibt es im Schweizer Strafgesetzbuch einen eigenen Artikel gegen die Verstümmelung weiblicher Genitalien. Sie stellt ein Offizialdelikt dar und wird in jedem Fall im Strafregister eingetragen. Das Verstümmeln männlicher Genitalien sowie auch die Beschneidung fallen hingegen entweder unter die einfache oder schwere Körperverletzung und erfüllen keinen eigenen Tatbestand.
Artikel 124 StGB regelt die weibliche Genitalverstümmelung in der seit 1. Juli 2023 geltenden Fassung folgendermassen:
Die Verstümmelung weiblicher Genitalien wird als Verbrechen klassifiziert. Bis 30. Juni 2023 war auch die Verhängung einer Geldstrafe (von mindestens 180 Tagessätzen) möglich. 
Die Gesetzesnorm schützt vor jeder Art von physischem Eingriff in den Genitalbereich, wie beispielsweise das Entfernen, Zusammennähen oder Durchstechen der Schamlippen. 
Vorbereitungshandlungen sind strafbar und werden mit bis zu 5 Jahren Freiheitsstrafe oder Geldstrafe sanktioniert.

## Tätlichkeiten
Die Tätlichkeit ist geregelt in Artikel 126 StGB und die harmloseste geregelte Form eines Eingriffs in die Körperintegrität. Sie liegt vor, wenn die Folgen keine Heilungszeit benötigen, beispielsweise beim Einstechen mit einer Impfnadel in den Oberarm. Eine Tätlichkeit wird nur auf Antrag verfolgt, ausser bei wiederholtem Begehen. Sie stellt eine Übertretung dar und wird nur mit Busse bestraft. Im Strafregister wird die Tätlichkeit nicht eingetragen. Eine Einwilligung in eine Tätlichkeit ist immer möglich, beispielsweise aus medizinischen Gründen.